# Lisandro Fuentealba
Lisandro Fuentealba Troncoso (9 de julio de 1894 - Santiago, 21 de agosto de 1966) fue un político liberal chileno, educado en el Liceo de Chillán y en la Universidad de Chile, donde se graduó como Ingeniero Agrónomo en 1920.
Militante del Partido Liberal. Llegó a ser presidente de la colectividad en la provincia de Cautín, donde desarrolló la mayor parte de su actividad profesional en la hacienda “La Victoria” de Traiguén.
Para 1934 ingresó al Partido Demócrata, participando de una elección complementaria al Parlamento, para llenar la vacancia de Alejandro Serani Burgos, quien asumiera como Ministro de Tierras y Colonización. Sin embargo fue derrotado por el radical Pedro Hernán Freeman Caris, en una estrecha disputa 5.634 contra 5.600 votos.
Posteriormente es elegido Diputado por la 20.ª agrupación departamental, correspondiente a las comunas de Angol, Collipulli, Traiguén y Victoria (1941-1945), participando de la comisión permanente de Asistencia Médico-Social e Higiene.
Reelecto Diputado por la misma agrupación departamental (1945-1949), formando parte de la misma comisión que el período legislativo anterior.